# 탄띠

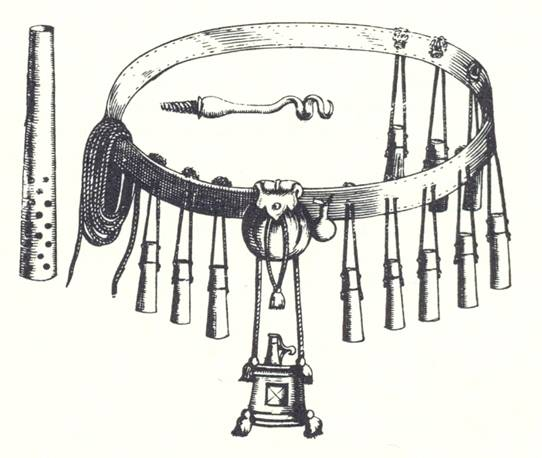
화승총용 탄띠, 1615년 오펜하임

탄띠(彈 - , 영어: bandolier, bandoleer)는 탄창을 넣은 통을 끼워서 어깨나 허리에 두를수 있는 띠이다. 군인이 경계근무를 설때 허리에 탄띠를 착용한체 소총의 개머리판을 탄띠위에 올려서 세우고 한다.

## 같이 보기
- 경찰 의무 벨트(영어판)
- 군용품